# Družinica
Družinica je slovenski dramski film iz leta 2017. Napisal in režiral ga je Jan Cvitkovič.

### Zgodba
Marko Gradnik, priljubljeni 48-letni srednješolski profesor filozofije, nekdanji judoist in oče dveh otrok, izgubi službo zaradi lažne obtožbe o spolnem nadlegovanju s strani dijakinje Verene in drugih učencev. Kmalu odpustijo še njegovo ženo, 37-letno kemičarko Dunjo, ki dela v razvojnem oddelku v tovarni. Njun sin Taras zaradi finančnih težav ne more več trenirati juda. Situacija se od nato le še slabša, zgodijo so nerazumevajoča birokracija, ki onemogoči prejemanje socialne pomoči in ostalih transferjev zaradi dohodkov izpred dveh let, izklop elektrike in interneta, neplačana šolska prehrana, Markovo popivanje in nasilje nad Dunjo, rubež v stanovanju in zaplemba avta. Taras prevzema vlogo skrbnika, Dunja prosjači bivšega šefa za denar in laže družini, da inštruira, Marko pa postane izterjevalec dolgov. Ko Mala nariše portret družine, Taras ugotovi, da ima mama rojstni dan. Iz ostankov pic, ukradenih iz picerije, sestavita veliko družinsko pico in z njo presenetita starša, ki se zjočeta. V Marku se nekaj prelomi.

### Financiranje
Projekt je stal 857.083 evrov. Podprli so ga RTV Slovenija (405.696,73 evrov), Slovenski filmski center (150.000 evrov) in Srbski filmski center (5.474.000 dinarjev oz. pribl. 46.453 evrov). Producenta sta bila Andrej Štritof in Aleš Pavlin iz podjetja Perfo, koproducent beograjski Pilon Media, tehnične storitve pa je nudil FS Viba film (168.886 evrov).
Film so snemali tudi na OŠ Hinka Smrekarja v Ljubljani.

## Odziv kritikov in gledalcev

### Kritiki
Za Marcela Štefančiča jr. je to še en samopomilujoč slovenski film o trpljenju srednjega razreda, ki pretirava z nalaganjem nesreč, podobno kot Inferno (ocena: »zadržan +«).
Matic Majcen je napisal, da je režiser Cvitkovič v zatonu in daleč od uspeha, ki ga je dosegel z nadpovprečnim in mednarodno opaženim prvencem Kruh in mleko. Primožu Vrhovcu je očital ozek igralski razpon, ki povzroča občutek sterilnosti in izumetničenosti, zmotil ga je tudi skromen zvok. Marka Brdarja je pohvalil kot dobrega direktorja fotografije, ki skuša skriti tehnične pomanjkljivosti filma. Filmu je očital, da se je lotil v Sloveniji in na tujem prežvečenih tem. Vprašal se je, zakaj slovenski financerji, producenti in režiserji mislijo, da je tovrsten pristop še izviren in pomislil, da za preboj na mednarodne festivale morda lovijo trend revščine, dokler je še v modi. Namesto pornografije revščine, ki doseže le nagrado na kakem manjšem festivalu, si je želel raziskovalne dokumentarce, ki pa bi po njegovem zmotili v politični vsakdan vpete inštitucije, ki filme financirajo. Motiv večine režiserjev za tovrstni aktivizem se mu zdi preskromen.
Denis Valič je napisal, da gre za najbolj zrelo Cvitkovičevo delo, ki se z odpiranjem perspektive dvigne nad lastne napake, ki se najbolj izrazito pokažejo skozi preveliko vnemo pri tragični zaostritvi položaja.
Igor Harb je prepoznal vzporednice s filmom Jaz, Daniel Blake, ki se mu zdi manj intimen, a bolj učinkovit. Pohvalil je igro, kamero in glasbeno opremo, ki film dvignejo nad klišeje, ter pokažejo na zaostanek pri zgodbi in razvoju likov. Nekatere scene so se mu zdele prisiljene, druge pa zelo ganljive. Prizorom, ki kažejo neusmiljenost birokratskega blodnjaka, je očital odsotnost razumevajočih socialnih delavcev. Interakcije članov družine z zunanjim svetom so se mu zdele pavšalne ter tako škodljive za sporočilnost in kakovost filma.

### Obisk v kinu
Film je videlo 1.967 gledalcev.
V ljubljanskem Koloseju je bil film zaradi slabe gledanosti umaknjen po enem tednu. Ob tem so Slovenske novice objavile še trditev, da je bil njihov novinar zadnji dan predvajanja edini gledalec v dvorani. Na njihov naslov, da je to šok, je Marko Crnkovič odgovoril, da je šokanten le uspeh komedije Pr' Hostar, da ljudje pač ne bodo hodili še v kino gledat ekonomskega in socialnega trpljenja, da je slovenski film marginalen, da je Kolosej iz mode ter da slovenski kritiki in novinarji pretencioznim filmarjem ne morejo pomagati s svojimi objavami, pa če se še tako trudijo.

## Zasedba
- Primož Vrhovec: Marko Gradnik
- Irena Kovačevič: Markova žena Dunja Gradnik
- Miha Kosec: njun sin Taras Gradnik
- Ula Gulič: njuna hči Mala Gradnik
- Vlado Novak: ravnatelj
- Borut Veselko: šef
- Eva Stražar: Verena
- Marjuta Slamič: Manica

## Ekipa
- fotografija: Marko Brdar
- glasba: Damir Avdić
- montaža: Jurij Moškon in Andrija Zafranović
- scenografija: Vasja Kokelj
- kostumografija: Emil Cerar in Polonca Valentinčič
- maska: Jasmina Lilić
- zvok: Boštjan Kačičnik

## Nagrade

### Festival slovenskega filma 2017
- vesna za fotografijo
- vesna za glasbo
- vesna za zvok
- vesna za kostumografijo

### Nominacije
- iris za fotografijo (podeljuje Združenje filmskih snemalcev Slovenije)

## Izdaje na nosilcih
- Družinica. video DVD. Vojnik : Fivia, (2018)